# US-VISIT
US-VISIT（Visitor and Immigrant Status Indicator Technology、中文全稱：美國訪客暨移民身分顯示系統），該系統是美國政府從2004年1月5日開始啟用之新出入境管理系統。
透過該系統管理擁有美國簽證進出美國之旅客，以機器自動掃描指紋與拍攝臉部影像等方式登錄個人資料以進行入出境管理。

## 入境管理系統

### 實施對象
現在針對入境美國之所有外國人進行登錄手續。
但有以下免除本系統審核的各對象：
1. 擁有A-1, A-2, C-3, G-1, G-2, G-3, G-4, NATO-1, NATO-2, NATO-3, NATO-4, NATO-5或NATO-6 之各簽證持有人。
2. 未滿14歲之兒童與超過79歲以上之外國旅客。
3. 由美國國務卿或國土安全部令為免除本系統審核之者。
4. 對於中華民國（台灣）之政府官員擁有E-1簽證持有者（因顧慮到台海问题，無法發放外交簽證＝A簽證之故）。
5. 部分加拿大與墨西哥公民。

### 引進本系統之機場與港口
現在藉由US-VISIT系統來實施入境管理的有115座機場、15座港口以及50處陸路邊境巡邏站。從2006年開始於所有的陸路入境邊防站實施本系統。

## 關聯條目
- 簽證
- I-94 (表格)
- 免簽證計畫
- 旅遊許可電子系統

## 外部連結
- Office of US-VISIT